# Vendin-le-Vieil Communal Cemetery
Vendin-le-Vieil Communal Cemetery is een begraafplaats gelegen in de Franse plaats Vendin-le-Vieil (Pas-de-Calais). De militaire graven worden onderhouden door de Commonwealth War Graves Commission.
De begraafplaats telt 1 geïdentificeerd Gemenebest graf uit de Tweede Wereldoorlog.